# Senato del Dakota del Nord
Il Senato del Dakota del Nord è la camera alta dell'Assemblea legislativa del Dakota del Nord. Essa si riunisce, insieme alla Camera dei rappresentanti, nel Campidoglio dello Stato del Dakota del Nord.
Il Senato conta 47 membri, ognuno rappresentante di un distretto che comprende circa 14 900 abitanti. I senatori sono eletti ogni due anni per un mandato di pari durata, ma senza limiti di durata.

## Leadership del Senato
Il vice governatore del Dakota del Nord funge da Presidente del Senato, ma vota solamente se vi è parità assoluta. In sua assenza, la presidenza viene assunta dal Presidente pro tempore, eletto dal partito di maggioranza a cui segue la conferma da parte dell'intero Senato. Il Presidente pro tempore è la prima carica del Senato; i leader di maggioranza e minoranza sono eletti dai rispettivi partiti.